# Борек (Поморське воєводство)
Борек (пол. Borek, нім. Borrek) — село в Польщі, у гміні Суленчино Картузького повіту Поморського воєводства.
Населення — 201 особа (2011).
У 1975-1998 роках село належало до Гданського воєводства.

## Демографія
Демографічна структура станом на 31 березня 2011 року:
|          | Загалом | Допрацездатний вік | Працездатний вік | Постпрацездатний вік |
| -------- | ------- | ------------------ | ---------------- | -------------------- |
| Чоловіки | 112     | 26                 | 74               | 12                   |
| Жінки    | 89      | 22                 | 49               | 18                   |
| Разом    | 201     | 48                 | 123              | 30                   |